# 賈思潘王子
《賈思潘王子》是納尼亞傳奇系列中的其中一部作品，由英國作家C·S·路易斯於1951年所著。按C·S·路易斯的寫成次序，本作品是第二本；按故事發生次序，則為第四本。這一本書，C·S·路易斯是獻給馬莉·卡麗兒·哈維的。而本書亦曾被改編作電視劇和電影。

## 主角人物
- 彼得·佩文西（Peter Pevensie）－四位兄弟姊妹中最年長，和弟妹都曾於《獅子·女巫·魔衣櫥》中受封。於一年後和弟妹再度回到納尼亞。
- 蘇珊·佩文西（Susan Pevensie）－四位兄弟姊妹中第二大，箭術了得。
- 愛德蒙·佩文西（Edmund Pevensie）－四位兄弟姊妹中第三大，擅長外交，並由他代彼得發出戰書給米拉茲。
- 露西·佩文西（Lucy Pevensie）－四位兄弟姊妹中最小，並相信亞斯藍依然存在。
- 卡斯柏王子（Prince Caspian）/卡斯柏十世（King Caspian X）－入侵納尼亞的坦摩人後代，因米拉茲的妻子生下的兒子而要逃亡。
- 米拉茲（Miraz）－他殺害了卡斯柏九世，並企圖篡位成為國王。
- 川卜金（英语：Trumpkin）－ 紅矮人，被佩文西四兄弟姐妹所救。
- 尼卡不里－ 黑矮人。
- 柯內留斯博士－賈思潘的家庭教師，後亦加入納尼亞人的反抗陣營。
- 老脾氣（Reepicheep）－納尼亞勇敢的能言老鼠。

## 故事概要
彼得、蘇珊、愛德蒙和露西在《獅子·女巫·魔衣櫥》的末段從納尼亞返回了英格蘭後，再次過著普通人的生活。一年後，即英國的1941年某天，他們無故被帶回納尼亞，並流落在一個荒島裡連夜受到飢餓。後來才發現自己已回到納尼亞世界，而且在英國只是一年，但納尼亞中已渡過了一千三百年。
當時納尼亞已被入侵的坦摩人佔領數百年，經過百年的威逼及恐嚇，很多納尼亞的生物都已絕跡了。現在的納尼亞國王米拉茲常常不擇手段，姪子賈思潘王子一直被矇在鼓裡。後來，由於家庭教師柯內留斯博士的講解，賈思潘王子從小開始對納尼亞的事蹟感興趣，對古納尼亞的傳說，如：納尼亞的獅王亞斯藍、彼得大帝、蘇珊女王......十分相信。
當叔叔終於有自己的王儲血脈，柯內留斯博士立刻要賈思潘逃走，以免性命之憂，柯內留斯並送給賈思潘神奇號角，這是古代蘇珊女王的神物，有危險時可召喚救兵。年輕的賈思潘便獨自逃離城堡進入山林，他遇到矮人和能言獸，他將其號召成一股反抗力量，要推翻暴政收復納尼亞王國，米拉茲知道後，派坦摩大軍進逼，賈思潘只好吹響號角...
經過矮人川卜金解說後，彼得等人知道是號角的魔法把他們四人重新召喚回納尼亞，便啟程前往搭救賈思潘王子，一千年的變化，納尼亞的景物地貌已跟當初大不相同，在米拉茲的手下阻擾之下，救援任務困難艱辛，當獅子亞斯藍的身影終於重現納尼亞，在指引下，孩子們終於找到賈思潘藏身地道。此時的賈思潘已窮途末路，陣營中發生內訌，黑矮人尼卡不里不相信號角有神力，甚至妄想找來狼人和巫婆邪惡力量，試圖招喚遠古時期冰封納尼亞的白女巫，幸而彼得四人及時趕到，剷除亂源。
與賈思潘王子會合後，彼得立刻派愛德蒙向米拉茲下戰書，為了不讓戰火燎原波及蒼生，雙方同意以一對一決鬥方式決定勝負。戰場上彼得揮劍上陣，與米拉茲展開決戰，沒想到米拉茲的手下各懷鬼胎，趁機弒主挑起戰端，兩方陣營大戰已一觸即發。另一方面，蘇珊與露西跟隨亞斯藍，一路喚醒沉睡多年的樹精、河神等，聲勢浩大趕赴戰場，坦摩人大軍見到那麼多山精水怪全復活了，都嚇得喪膽投降。
納尼亞人獲得勝利，賈思潘雖是出身侵略者後代，但亞斯藍相信他能成為好國王。其他不願意跟精怪、能言獸一同生活的坦摩人，亞斯藍也沒為難他們，在天空開了一扇大門讓他們前往其他世界。彼得、蘇珊、愛德蒙和露西再度成為不朽傳奇，跟眾人道別後也回到英格蘭世界。神奇國度納尼亞，最終恢復自由與和平。

## 寓意
作者路易斯在1961年給讀者的一封信裡說：《賈思潘王子》主題說的是「在墮落之後重建一個正確的信仰」。

## 改編
- 英國廣播公司於1989年播出一系列改編自《賈思潘王子》的電視劇。[4]
- 本書在2008年被迪士尼改編拍成電影《魔幻王國：卡斯柏王子》，由安德魯·亞當森執導。[5]